# Liste der Bodendenkmäler in Eging am See
Auf dieser Seite sind die Bodendenkmäler in dem niederbayerischen Markt Eging am See zusammengestellt. Diese Tabelle ist eine Teilliste der Liste der Bodendenkmäler in Bayern. Grundlage ist die Bayerische Denkmalliste, die auf Basis des Bayerischen Denkmalschutzgesetzes vom 1. Oktober 1973 erstmals erstellt wurde und seither durch das Bayerische Landesamt für Denkmalpflege geführt wird. Die folgenden Angaben ersetzen nicht die rechtsverbindliche Auskunft der Denkmalschutzbehörde.

## Bodendenkmäler in Eging am See
| Lage                     | Objekt | Akten-Nr.     | Bild           |
| ------------------------ | --- | ------------- | -------------- |
| Marktplatz 10 (Standort) | Untertägige spätmittelalterliche und frühneuzeitliche Befunde im Bereich der spätneuzeitlichen katholischen Pfarrkirche St. Ägidius in Eging am See, darunter die Spuren von Vorgängerbauten (St. Peter) bzw. älteren Bauphasen. | D-2-7245-0037 | weitere Bilder |
| (Standort)               | Turmhügel des hohen oder späten Mittelalters. | D-2-7345-0004 |                |
| (Standort)               | Erdstall des späten Mittelalters. | D-2-7345-0071 |                |
| (Standort)               | Siedlung des Spätneolithikums (Chamer Gruppe). | D-2-7345-0075 |                |